# Good Men and True
Good Men and True é um filme dos Estados Unidos de 1922, do gênero faroeste, estrelado por Harry Carey. O filme foi dirigido por Val Paul e o elenco de apoio inclui Noah Beery, Sr. e Tully Marshall.

## Elenco
- Harry Carey ... J. Wesley Pringle
- Vola Vale ... Georgie Hibbler
- Thomas Jefferson ... Simon Hibbler
- Noah Beery as S.S. Thorpe
- Charles Le Moyne ... Bowerman (como Charles J. LeMoyne)
- Tully Marshall ... Fite
- Helen Gilmore ... Mrs. Fite